# 氣象預報員

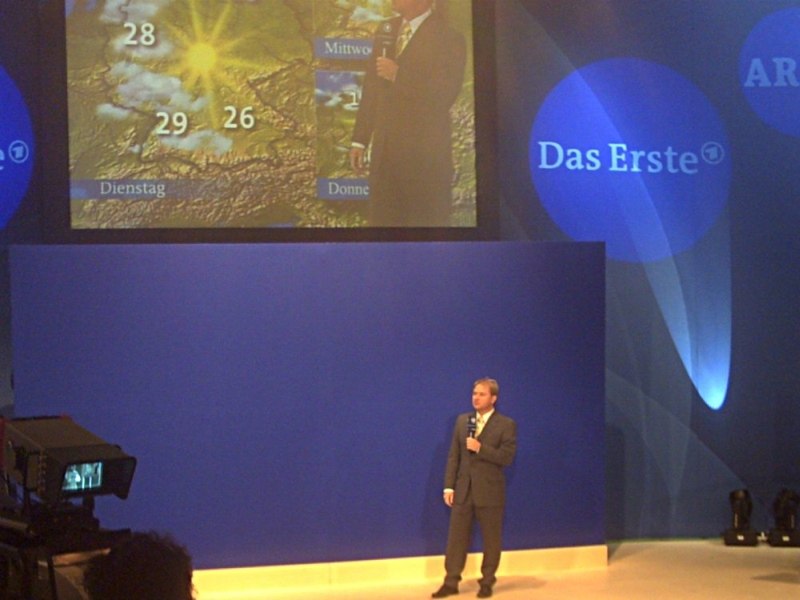
氣象預報員站在藍幕前播報

氣象預報專家是指專門預報氣象的人士，必須根據法律規定，取得特定資格後，方可進行氣象預報。

## 規定
根據中華民國《氣象法》規定：機關、學校、團體或個人經中央氣象局許可者，得發布氣象或海象之預報，但不得發布警報或災害性天氣之預報。